# 巌流
巖流（がんりゅう）は、宮本武蔵のライバルとして知られる、佐々木小次郎が創始した剣術の一派。
現在は失伝している上に資料も少ないので詳細は不明である。
小次郎は中条流（富田流）を学んだと長年言われており、一般には中条流の流れとみられてきたが、近年発見された伝書を見ても小次郎は鐘捲自斎の弟子と見るのが妥当であり、自斎を開祖とする鐘捲流の流れを汲む流儀とも考えられている。
巖流は佐々木小次郎の号でもあり、小次郎と武蔵が戦った島は巖流島と呼ばれる。
江戸時代、鳥取藩に同名の巖流剣術が伝承されていたが、関係は不明である。